# 半田航也
半田 航也（はんだ こうや、1998年9月27日 - ）は、秋田県南秋田郡天王町（現：潟上市）出身のプロサッカー選手。Jリーグ・ガイナーレ鳥取所属。ポジションはフォワード。

## 略歴
ブラウブリッツ秋田アカデミーの一期生。高校卒業後はトップチームに昇格せず札幌大学に進学。2020年9月16日、2021年からのブラウブリッツ秋田加入内定が発表された。また同月26日には特別指定選手に承認された。2020年12月20日、特別指定選手としてJ3第34節の鹿児島ユナイテッドFC戦に途中出場し、Jリーグデビューを果たした。
2021年よりブラウブリッツ秋田に正式加入、8試合に途中出場。
2022年より背番号11をつける。6月5日熊本戦で、バスケットボールのブザービーターのような劇的同点ゴールを決めJ初得点となった。8月13日の岩手戦では、感染欠場プレーヤー続出の中決勝ゴールを決め、チームの窮地を救った。
2023年、ヴェルスパ大分に期限付き移籍。ソニー戦、浦安戦(2発)、ミネベアミツミ戦 で得点した。
2024年、ブラウブリッツ秋田に復帰。
2025年、ガイナーレ鳥取に期限付き移籍。

## 所属クラブ
- FCスティンガー (潟上市立出戸小学校)
- ブラウブリッツ秋田U-15 (潟上市立天王南中学校)[18]
- ブラウブリッツ秋田U-18 (男鹿工業高校)
- 札幌大学
  - 2020年  ブラウブリッツ秋田（JFA・Jリーグ特別指定選手）
- 2021年 -  ブラウブリッツ秋田
  - 2023年  ヴェルスパ大分 (期限付き移籍)
  - 2025年 -  ガイナーレ鳥取（期限付き移籍）

## 個人成績
| 国内大会個人成績 | 国内大会個人成績 | 国内大会個人成績 | 国内大会個人成績 | 国内大会個人成績 | 国内大会個人成績 | 国内大会個人成績 | 国内大会個人成績 | 国内大会個人成績 | 国内大会個人成績 | 国内大会個人成績 | 国内大会個人成績 |
| 年度             | クラブ           | 背番号           | リーグ           | リーグ戦         | リーグ戦         | リーグ杯         | リーグ杯         | オープン杯       | オープン杯       | 期間通算         | 期間通算         |
| 年度             | クラブ           | 背番号           | リーグ           | 出場             | 得点             | 出場             | 得点             | 出場             | 得点             | 出場             | 得点             |
| 日本             | 日本             | 日本             | 日本             | リーグ戦         | リーグ戦         | リーグ杯         | リーグ杯         | 天皇杯           | 天皇杯           | 期間通算         | 期間通算         |
| ---------------- | ---------------- | ---------------- | ---------------- | ---------------- | ---------------- | ---------------- | ---------------- | ---------------- | ---------------- | ---------------- | ---------------- |
| 2020             | 秋田             | 40               | J3               | 1                | 0                | -                | -                | -                | -                | 1                | 0                |
| 2021             | 秋田             | 40               | J2               | 8                | 0                | -                | -                | 0                | 0                | 8                | 0                |
| 2022             | 秋田             | 11               | J2               | 8                | 2                | -                | -                | 1                | 0                | 9                | 2                |
| 2023             | V大分            | 13               | JFL              | 19               | 7                | -                | -                | 3                | 0                | 22               | 7                |
| 2024             | 秋田             | 17               | J2               | 10               | 2                | 3                | 0                | 1                | 0                | 14               | 2                |
| 2025             | 鳥取             | 18               | J3               |                  |                  |                  |                  |                  |                  |                  |                  |
| 通算             | 日本             | 日本             | J2               | 27               | 4                | 3                | 0                | 2                | 0                | 31               | 4                |
| 通算             | 日本             | 日本             | J3               | 1                | 0                | 0                | 0                | 0                | 0                | 1                | 0                |
| 通算             | 日本             | 日本             | JFL              | 19               | 7                | -                | -                | 3                | 0                | 22               | 7                |
| 総通算           | 総通算           | 総通算           | 総通算           | 47               | 11               | 3                | 0                | 5                | 0                | 55               | 11               |

- 2020年は特別指定選手

記念試合
- Jリーグ初出場 - 2020年12月20日 J3第34節 鹿児島ユナイテッド戦 (白波スタジアム)
- Jリーグ初得点 - 2022年6月5日 J2第20節 対ロアッソ熊本戦 (ソユースタジアム)